# Butterfly (美麗-Bi-ray-の曲)
「Butterfly」（バタフライ）は、2025年6月20日にavex traxより配信リリースされた、美麗-Bi-ray-の1st配信限定シングル。ハリウッド映画『BRIDE HARD』の主題歌。

## 概要
美麗-Bi-ray-のデビューシングル。アメリカでの映画公開日にリリースされた。
本作は、デビュー前の2024年7月6日に放送された日本テレビ系列音楽番組『THE MUSIC DAY 2024』で初披露された。放送後、7月8日にその模様をYouTubeのYoshiki Official Channelで公開し約2ヶ月で530万再生、約1年後の現在は1645万再生を記録している。
ミュージック・ビデオの再生回数は公開から55日で960万回を超えている。

## 制作
YOSHIKIが作詞・作曲・編曲、プロデュースを担当した。
楽曲制作の過程の中で、『BRIDE HARD』のプロデューサーや役者数人と友達で、映画公開と美麗-Bi-ray-のデビューを同時にしたらどうなるのかという思いから、『BRIDE HARD』と美麗-Bi-ray-のメンバーをかけ合わせ本作を制作。

## ミュージック・ビデオ
YOSHIKIとNicholas Lam監督の共作によりロサンゼルスで撮影された。「蝶＝自由・成長・変化」というテーマで、美麗-Bi-ray-の4人の一人一人の個性を際立たせ、“羽ばたく瞬間”を演出している。ダイナミックなロケーションと融合させた、メッセージ性の強い作品となっている。
本作のAcoustic Versionのミュージック・ビデオではYOSHIKIが監督を務め、『BRIDE HARD』の役者が出演している。

## 収録曲
| 全作詞・作曲・編曲: YOSHIKI。 |               |         |            |      |
| #                             | タイトル      | 作詞    | 作曲・編曲 | 時間 |
| 1.                            | 「Butterfly」 | YOSHIKI | YOSHIKI    | 4:38 |